# Musée ethnographique (Rwanda)
Le Musée ethnographique du Rwanda (kinyarwanda : Inzu ndangamurage), anciennement Musée national du Rwanda (kinyarwanda : Ingoro y'Umurage w'u Rwanda), est une institution nationale rwandaise à vocation culturelle et pédagogique.
Implanté dans la ville de Butare, capitale du district de Huye et principal pôle de recherche et d'enseignement du pays, le musée ethnographique a pour mission la préservation et la mise en valeur des collections ethnographiques et archéologiques du Rwanda.

## Historique
Si l'idée de regrouper les diverses collections artistiques, historiques et archéologiques du pays a été évoquée de longue date — les premières collections ont ainsi été rassemblées en 1955, après une visite du roi des Belges Baudouin — il faut attendre 1972 pour que l'idée de constituer un grand musée national soit officialisée et encore 15 années pour que la construction des bâtiments puisse enfin débuter en 1987. Le 18 septembre 1989, le musée est officiellement inauguré par le Premier ministre belge Wilfried Martens et ouvert au public. Auparavant connu sous le nom de « musée national du Rwanda », le musée ethnographique dépend de l'Institut des musées nationaux du Rwanda.
Durant le génocide, le musée est le théâtre de violences et de meurtre, dont celui de la reine Rosalie Gicanda, veuve de l'ancien mwami (roi en kinyarwanda) Mutara III.

## Description
Les collections du musée occupent sept salles dédiées respectivement aux expositions temporaires, à la géographie et à la linguistique, à l'artisanat, à l'architecture et aux cultures traditionnelles, à l'ethnologie et à l'histoire du pays. Un long couloir accueille par ailleurs peintures et photographies ayant trait à la culture rwandaise.
Les bâtiments sont situés au cœur d'un parc aménagé en jardin botanique. En plus des collections patrimoniales proprement dites, le musée accueille depuis 1997 un centre d'apprentissage des métiers d'artisanat. En 2006, le musée était fréquenté mensuellement par environ 2 500 à 3 000 visiteurs, dont près d'un millier de visiteurs étrangers (Américains, Canadiens et Européens notamment)[pertinence contestée].

## Galerie

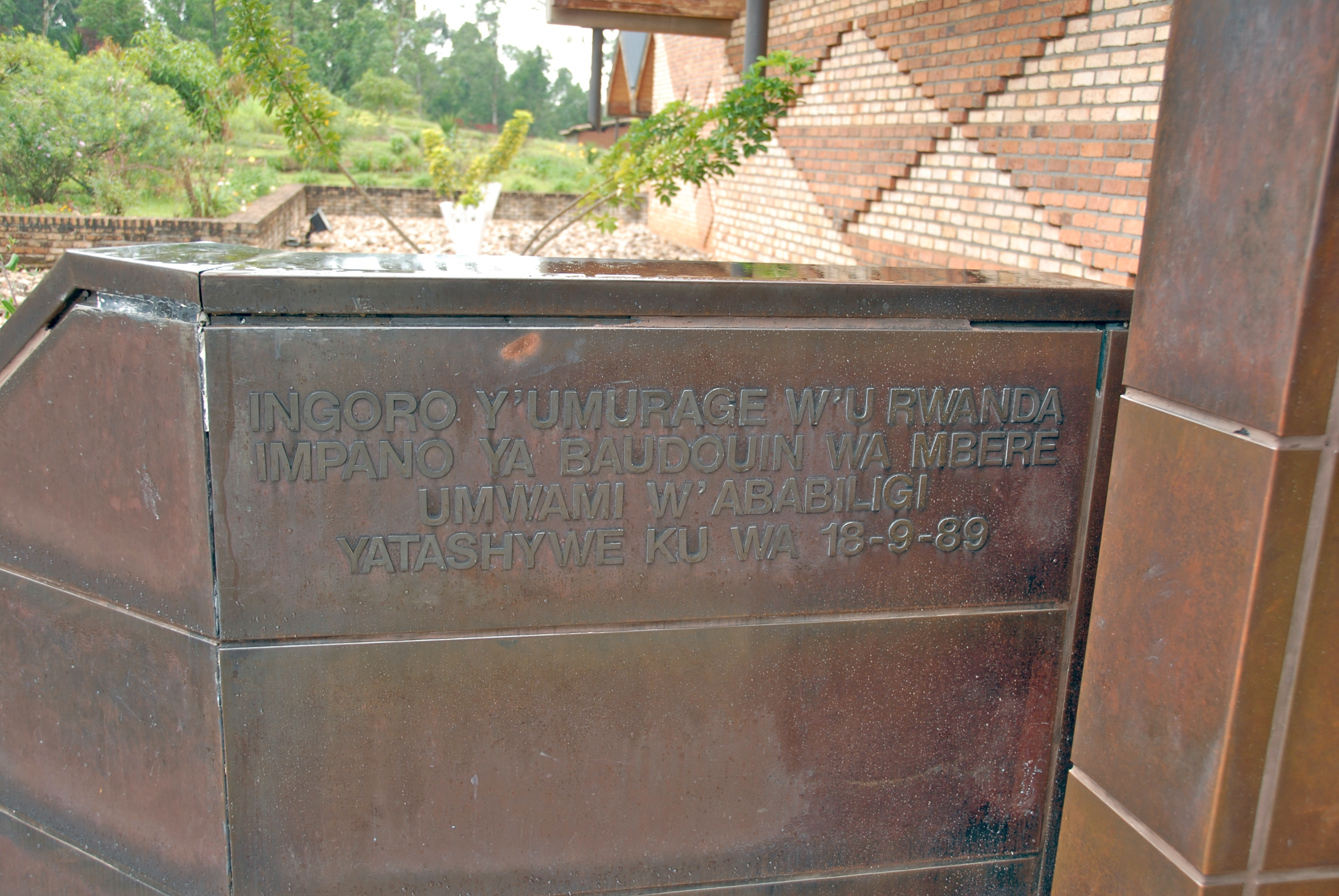
Plaque commémorative de l'inauguration du musée
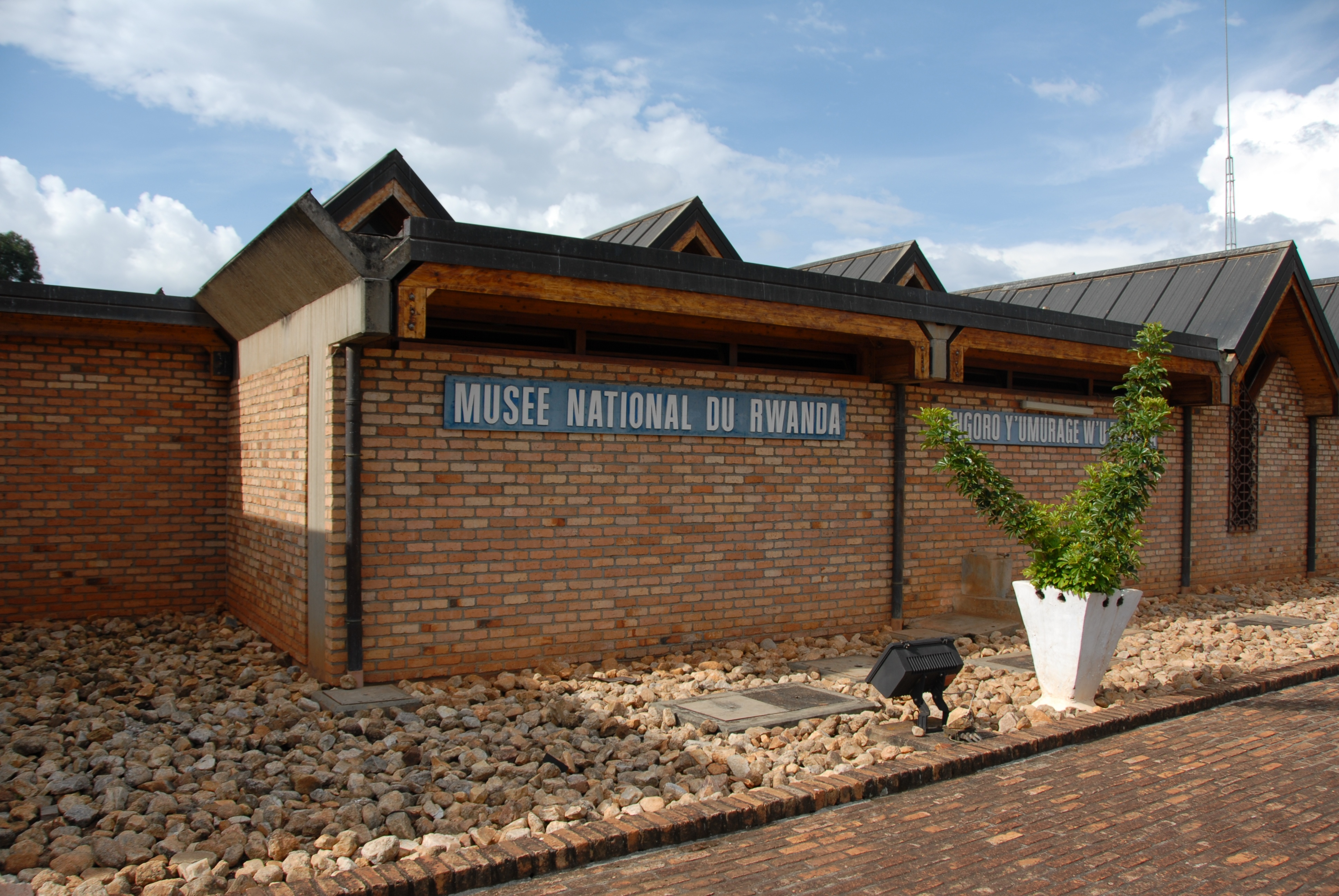
Façade du musée (avec son ancienne dénomination)
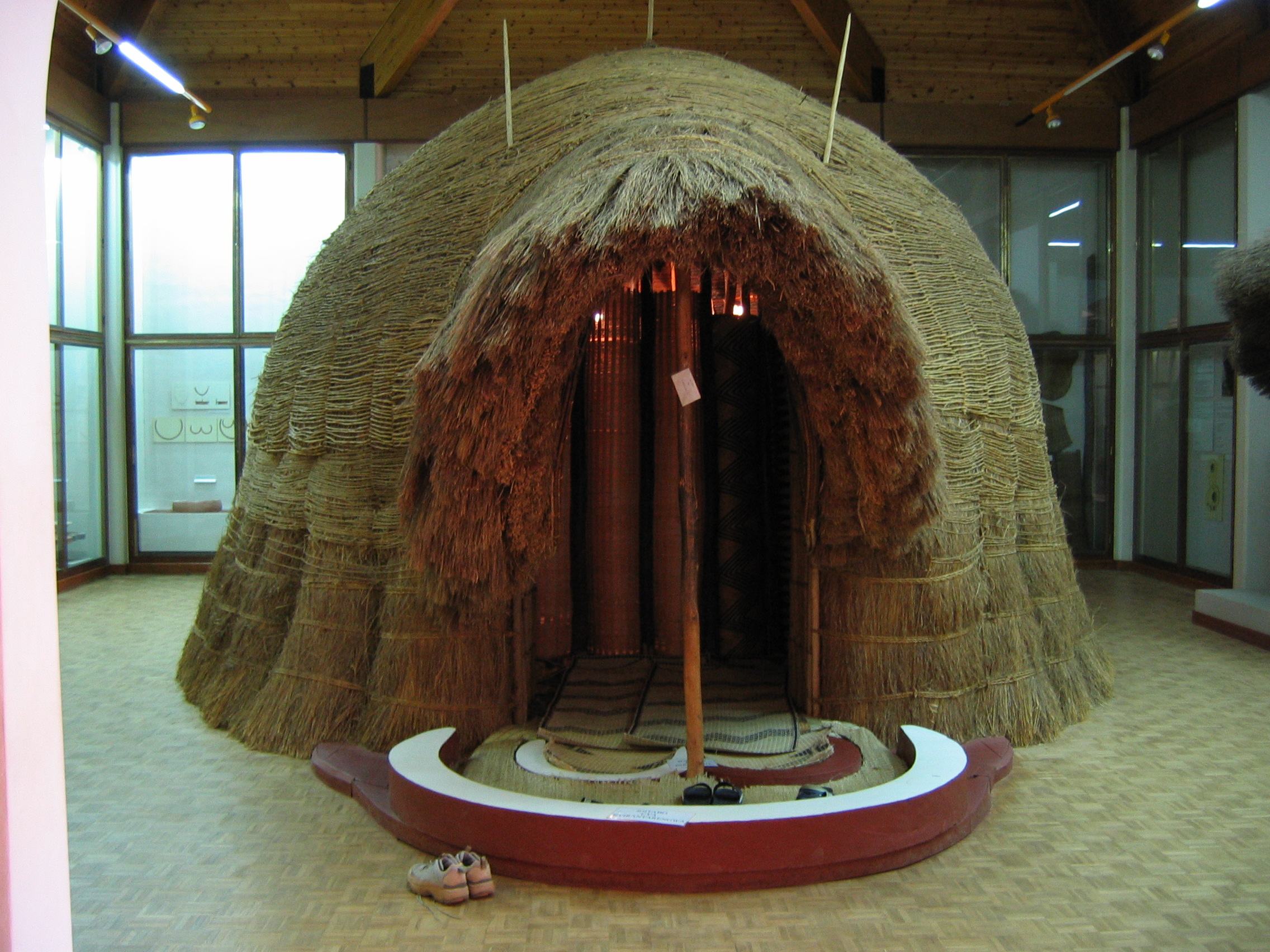
Reconstitution d'une hutte royale dans le musée